# Esteban Manuel de Villegas

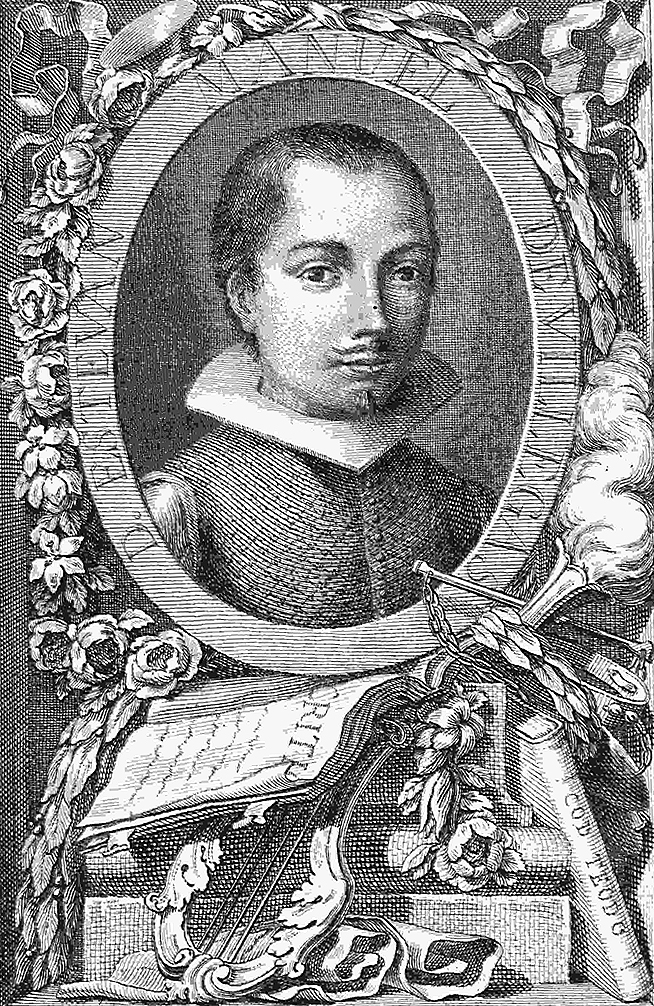
Esteban Manuel de Villegas

Esteban Manuel de Villegas (* 1589 in Matute, La Rioja; † 3. September 1669 in Nájera) war ein spanischer Dichter.

## Leben und Werk
Esteban Manuel de Villegas, über dessen Leben nicht viel bekannt ist, erhielt seine erste Bildung in Madrid und studierte mit besonderem Eifer antike griechische und römische Autoren. Er übersetzte bereits im jugendlichen Alter von etwa 14 Jahren Anakreon und mehrere Oden des Horaz in spanische Verse und verfasste in deren Geiste schon damals einen großen Teil seiner eigenen Gedichte. Später studierte er an der Universität Salamanca, wo er sich am 20. November 1610 immatrikulierte, erfolgreich Rechtswissenschaften.
Seine Idyllen, Oden, Elegien, Epigramme sowie Übersetzungen und Nachahmungen von Anakreon und Horaz ließ Villegas auf eigene Kosten unter dem Titel Eróticas o amatorias 1618 in Nájera erscheinen (Neuausgabe in 2 Bänden zu Madrid 1774, mit vortrefflicher Biographie und wiederabgedruckt 1797, sowie von Narciso Alonso Cortés 1913). Die verschiedenen Teile dieser Gedichtsammlung, der zunächst nur mäßiger Erfolg beschieden war, widmete der Autor mehreren Gönnern, u. a. dem König Philipp III. und dem Konnetabel von Kastilien, an den eine von Villegas’ schönsten Cantilenas gerichtet ist. Auf der Titelseite des Buches war eine aufgehende, die Sterne verdunkelnde Sonne als Sinnbild für den Autor und die anderen zeitgenössischen Dichter abgebildet sowie das provokante Motto Sicut sol matutinus, me surgente, quid istae? Dies schadete dem Erfolg seines Werks und zog ihm die Feindschaft damaliger bedeutender spanischer Autoren zu. Lope de Vega spielte darauf in seinen Laurel de Apolo an.
Zur Präsentation seines Werks begab sich Villegas an den Königshof, erhielt aber nicht die von ihm gewünschten einträglichen Ämter, etwa jenes eines Bibliothekars von Luis de Haro, sondern musste sich mit dem Posten eines königlichen Schatzmeisters in Nájera begnügen. Obwohl der als eitel und verschwenderisch beschriebene Dichter aus einer begüterten Familie stammte, kämpfte er zeit seines Lebens mit finanziellen Schwierigkeiten. Um 1625 heiratete er die einer angesehenen Familie angehörige, erst 15 Jahre alte Antonia de Leiva y Villodas, mit der er sieben Kinder hatte, von denen ihn nur zwei Töchter überlebten. Er beschäftigte sich nun u. a. mit gelehrten philologischen Studien.
1659 wurde Villegas in einen Inquisitionsprozess verwickelt. Dabei wurde ihm u. a. vorgeworfen, unorthodoxe Ansichten über den freien Willen geäußert sowie die Meinung vertreten zu haben, dass er manche religiöse Materien besser als die Kirchenväter verstehe. Außerdem fanden die Inquisitoren ein Satirenbuch unter seinen Papieren, das sie konfiszierten; eine der darin enthaltenen Satiren habe sich gegen Glaubensgemeinschaften gerichtet. Er sollte für vier Jahre nach Santa María Ribarredonda verbannt werden, durfte aber im März 1660 für drei Monate nach Nájera zurückkehren. Wahrscheinlich wurde ihm der Rest der Strafe erlassen.
Die von Villegas im fortgeschrittenen Alter angefertigte und 1665 abgeschlossene Übersetzung von Boethius’ Consolatio philosophiae wurde 1680 zu Madrid gedruckt. Am Anfang dieses Werks lässt sich der Autor in einer langen, versifizierten Abhandlung über die Verdienste der Philosophie aus. Das letzte Buch der Consolatio philosophiae, in dem das Problem des freien Willens diskutiert wird, gab Villegas nach seinen Erfahrungen mit der Inquisition nur im lateinischen Originaltext und ohne Kommentar heraus. Trotz seines großen Ruhms als Gelehrter und Dichter blieb er arm und starb als Inhaber eines kleinen Amtes 1669 im Alter von 80 Jahren.
Villegas’ Gedichte, namentlich die erotischen, gehören nach der Meinung einiger Kritiker zu den schönsten der spanischen Literatur. Er war auch der erste, der erfolgreich die Nachahmung antiker Versmaße in spanischer Sprache versuchte, und als eifriger Verehrer antiker Schriftsteller ein entschiedener Gegner von Lope de Vegas und seiner Schule, die er heftig bekämpfte. Seine Gedichte schätzten insbesondere Lyriker des 18. Jahrhunderts, so Juan Meléndez Valdés und José Iglesias de la Casa.
Ungedruckt blieben u. a. Villegas’ nach dem Vorbild des Euripides gestaltete Tragödie El Hipólito und zwei im Jahr 1650 fertiggestellte Bände kritischer Studien über antike Lyrik, die den Titel Variae Philologiae, sive dissertationum criticarum, quas inter amicos disserebat trugen und sich im 18. Jahrhundert im Besitz des spanischen Gelehrten und Benediktinermönchs Martín Sarmiento befanden. Sie gingen verloren, wurden aber später in der spanischen Nationalbibliothek wiederentdeckt.